# Grande Mosquée de Niamey
La Grande Mosquée de Niamey, édifice religieux dévolu au culte musulman est la plus grande mosquée de la ville Niamey, la capitale du Niger.  

## Histoire
La construction de l'édifice débute à la fin des années 1970 grâce au soutien du chef d'Etat libyen Mouammar Kadhafi. Cela lui vaut le surnom de « mosquée Kadhafi »,.  

## Activités
Elle accueille l'ensemble des prières musulmanes, dont la prière du vendredi et les prières de l'Aïd el-Fitr et de l'Aïd el-Adha, auxquelles assistent souvent des personnalités importantes du pays.    

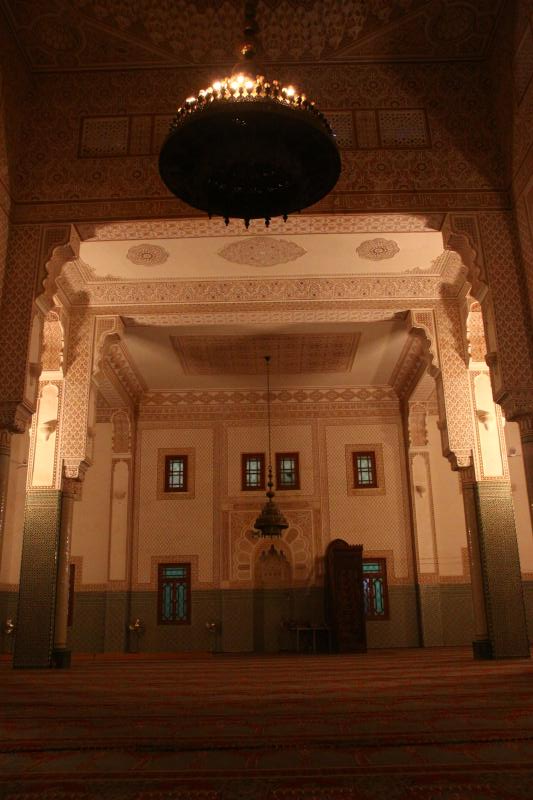
Intérieur de la Grande Mosquée de Niamey avec le mihrab orienté vers La Mecque, direction (qibla) vers laquelle prient les musulmans.